# Microdon sonamii
Microdon sonamii är en tvåvingeart som först beskrevs av Tokuichi Shiraki 1930.  Microdon sonamii ingår i släktet myrblomflugor, och familjen blomflugor.
Artens utbredningsområde är Taiwan. Inga underarter finns listade i Catalogue of Life.